# Корвінешть
Корвінешть, Корвінешті (рум. Corvinești) — село у повіті Бистриця-Несеуд в Румунії. Входить до складу комуни Матей.
Село розташоване на відстані 320 км на північний захід від Бухареста, 22 км на південний захід від Бистриці, 56 км на північний схід від Клуж-Напоки.

## Населення
За даними перепису населення 2002 року у селі проживали 783 особи.
Національний склад населення села:
| Національність | Кількість осіб | Відсоток |
| -------------- | -------------- | -------- |
| румуни         | 687            | 87,7%    |
| цигани         | 86             | 11,0%    |
| угорці         | 10             | 1,3%     |

Рідною мовою назвали:
| Мова      | Кількість осіб | Відсоток |
| --------- | -------------- | -------- |
| румунська | 776            | 99,1%    |
| угорська  | 7              | 0,9%     |